# Chironemus maculosus
Chironemus maculosus is een straalvinnige vissensoort uit de familie van de chironemiden (Chironemidae). De wetenschappelijke naam van de soort is voor het eerst geldig gepubliceerd in 1850 door Richardson.